# Joan Ayats Plantalech
Joan Ayats Plantalech (Sant Salvador de Bianya, la Garrotxa, 4 de juny de 1875 - Barcelona, 28 de juliol de 1936), va ser un frare de l'Orde dels Frares Menors Caputxins conegut com a fra Eloi de Bianya. Morí màrtir després d'explicar que era frare i és considerat beat per l'Església catòlica.
Paleta al seu poble, es va fer frare el 22 de juny del 1900. Porter del convent dels Caputxins de Sarrià, un cop havien marxat tots els religiosos del convent, va intentar fugir amb el seu nebot i un altre frare. Morí assassinat després de confessar que era religiós a l'Estació del Nord de Barcelona, juntament amb fra Cebrià de Terrassa, almoiner, i els estudiants fra Miquel de Bianya i fra Jordi de Santa Pau.
És considerat màrtir per l'església catòlica i en una cerimònia presidida pel cardenal Angelo Amato a la Catedral de Barcelona va ser declarat beat el 21 de novembre de 2015 juntament amb altres 25 frares caputxins. Tenia fama de santedat ja en vida.
Les seves restes, amb les de nou dels seus companys màrtirs, són en una urna de l'església dels Caputxins de Sarrià.